# Adjunção (teoria das categorias)
| {\displaystyle {\begin{array}{r l c r l}&\hom _{D}(F(c),d)&\cong &\hom _{C}(c,G(d))\\{\scriptstyle k\circ -\circ F(h)}&\downarrow &&\downarrow &{\scriptstyle G(k)\circ -\circ h}\\&\hom _{D}(F(c'),d')&\cong &\hom _{C}(c',G(d'))\\\end{array}}} |

Na teoria das categorias, uma adjunção {\displaystyle (F,G,\phi ):C\rightharpoonup D} é uma tripla consistindo de dois functores {\displaystyle F:C\rightarrow D}, {\displaystyle G:D\rightarrow C} e uma família de isomorfismos
{\displaystyle \phi _{c,d}:\hom _{D}(F(c),d)\cong \hom _{C}(c,G(d))}
natural em {\displaystyle (c,d)}; a condição de naturalidade é expressa por
{\displaystyle G(k)\circ \phi _{c,d}(f)\circ h=\phi _{c',d'}(k\circ f\circ F(h))} para cada {\displaystyle f:F(c)\to d}, {\displaystyle k:d\to d'} e {\displaystyle h:c'\to c},
ou equivalentemente por
{\displaystyle k\circ \phi _{c,d}^{-1}(g)\circ F(h)=\phi _{c',d'}^{-1}(G(k)\circ g\circ h)} para cada {\displaystyle g:c\to G(d)}, {\displaystyle k:d\to d'} e {\displaystyle h:c'\to c}.
Nesse caso, {\displaystyle F} é dito adjunto esquerdo a {\displaystyle G}, e {\displaystyle G} é dito adjunto direito a {\displaystyle F}, e escreve-se {\displaystyle F\dashv G}.
Segundo Saunders Mac Lane, "functores adjuntos são onipresentes". Com efeito, vários conceitos da matemática, como grupos livres, corpo de quocientes e completação de espaços métricos são casos particulares do conceito de adjunção.

## Unidade e counidade
Dada adjunção {\displaystyle (F,G,\phi ):C\rightharpoonup D}, a unidade e a counidade são, respectivamente, transformações naturais {\displaystyle \eta :1{\dot {\rightarrow }}GF}, {\displaystyle \epsilon :FG{\dot {\rightarrow }}1}, com componentes:
{\displaystyle \eta _{c}=\phi _{c,F(c)}(1_{F(c)}):c\rightarrow G(F(c))}
{\displaystyle \epsilon _{d}=\phi _{G(d),d}^{-1}(1_{G(d)}):F(G(d))\rightarrow d}
para cada {\displaystyle c\in C,d\in D}. Têm-se as igualdades
{\displaystyle \phi _{c,d}(f)=G(f)\circ \eta _{c}} para cada {\displaystyle f:F(c)\to d},
além de
{\displaystyle \phi _{c,d}^{-1}(g)=\epsilon _{d}\circ F(g)} para cada {\displaystyle g:c\to G(d)}.
Isto implica as identidades triangulares, isto é, os dois diagramas abaixo comutam:
{\displaystyle {\begin{array}{c c l c r c c}F&{\xrightarrow {F\eta }}&FGF&\,&GFG&{\xleftarrow {\eta G}}&G\\&{}_{1}\searrow &\downarrow \epsilon F&&G\epsilon \downarrow &\swarrow _{1}\\&&F&&G\end{array}}}

## Caracterizações alternativas

### Por setas universais
Seja functor {\displaystyle G:D\to C}. Supõe-se que, para cada {\displaystyle c\in C}, há objeto {\displaystyle f_{c}\in D} e seta universal {\displaystyle \eta _{c}:c\to G(f_{c})} de {\displaystyle c} ao functor {\displaystyle G}, isto é, representação
{\displaystyle G(-)\circ \eta _{c}:\hom _{D}(f_{c},-)\cong \hom _{C}(c,G(-)).}
Então, existe única adjunção {\displaystyle (F,G,\phi ):C\rightharpoonup D} tal que {\displaystyle F(c)=f_{c}} para cada {\displaystyle c\in C} e tal que {\displaystyle \eta _{c}} são as componentes da unidade.
Dualmente, dado functor {\displaystyle F:C\to D} tal que, para cada {\displaystyle d\in D}, há objeto {\displaystyle g_{d}\in C}, e seta universal {\displaystyle \epsilon _{d}:F(g_{d})\to d} do functor {\displaystyle F} a {\displaystyle d}, existe única adjunção {\displaystyle (F,G,\phi ):C\rightharpoonup D} tal que {\displaystyle G(d)=g_{d}} para cada {\displaystyle d\in D} e tal que {\displaystyle \epsilon _{d}} são as componentes da counidade.

### Por unidade e counidade
Sejam functores {\displaystyle F:C\to D}, {\displaystyle G:D\to C}, e supõe-se que há transformações naturais {\displaystyle \eta :1{\dot {\to }}GF}, {\displaystyle \epsilon :FG{\dot {\to }}1} satisfazendo as identidades triangulares acima. Então, existe única adjunção {\displaystyle (F,G,\phi ):C\rightharpoonup D} que tem {\displaystyle \eta } como unidade e {\displaystyle \epsilon } como counidade.

## Exemplos
- O functor {\displaystyle U:{\mathsf {Grp}}\to {\mathsf {Set}}}, levando cada grupo {\displaystyle G} ao correspondente conjunto de elementos, tem adjunto esquerdo {\displaystyle F:{\mathsf {Set}}\to {\mathsf {Grp}}}, que leva cada conjunto {\displaystyle X} ao grupo livre em {\displaystyle X}; isto é, {\displaystyle \hom _{\mathsf {Set}}(X,U(G))\cong \hom _{\mathsf {Grp}}(F(X),G)}.[nota 1] A unidade {\displaystyle \eta :1{\dot {\to }}UF} é a "inserção de geradores",[nota 2] e a counidade {\displaystyle \epsilon :FU{\dot {\to }}1} é a "avaliação de expressões".[nota 3]
- Denote por {\displaystyle {\mathsf {Met}}} a categoria de espaços métricos e isometrias, e por {\displaystyle {\mathsf {CompMet}}} a subcategoria plena de espaços métricos completos. Então, a inclusão {\displaystyle U:{\mathsf {CompMet}}\to {\mathsf {Met}}} tem adjunto esquerdo {\displaystyle C:{\mathsf {Met}}\to {\mathsf {CompMet}}}, levando cada espaço métrico a sua completação. A unidade {\displaystyle \eta :1{\dot {\to }}UC} é a "inclusão na completação", e a counidade {\displaystyle \epsilon :CU{\dot {\to }}1} evidencia que cada espaço métrico completo é a sua própria completação.[6]
- Cada pré-ordem pode ser considerada como uma categoria em que {\displaystyle \hom(a,b)} tem no máximo um elemento, e tem um precisamente quando {\displaystyle a\leq b}. Um functor entre pré-ordens é então uma função crescente. Uma adjunção entre pré-ordens é chamada conexão de Galois:{\displaystyle F(c)\leq d\iff c\leq 'G(d).}A unidade e a counidade correspondem às desigualdades {\displaystyle c\leq G(F(c))}, {\displaystyle F(G(d))\leq d}, respectivamente. Quando a pré-ordem é uma ordem parcial, as identidades triangulares implicam {\displaystyle c=F(G(F(c)))} e {\displaystyle d=G(F(G(d)))}. Eis exemplos de conexões de Galois:
  - Dada função {\displaystyle f:A\to B}, há uma adjunção entre a imagem e a pré-imagem:{\displaystyle f^{\rightarrow }(A')\subseteq B'\iff A'\subseteq f^{\leftarrow }(B')}para cada {\displaystyle A'\subseteq A}, {\displaystyle B'\subseteq B}.
  - Seja extensão de corpo {\displaystyle k\subseteq F}. Para cada corpo intermediário {\displaystyle k\subseteq E\subseteq F}, denota-se por {\displaystyle \mathrm {Aut} _{E}{F}} o conjunto dos automorfismos de {\displaystyle F} fixando cada elemento de {\displaystyle E}, e, para cada subgrupo {\displaystyle G\subseteq \mathrm {Aut} _{k}{F}}, denota-se por {\displaystyle F^{G}} o corpo dos elementos de {\displaystyle F} que são fixados por cada automorfismo em {\displaystyle G}. Então,{\displaystyle \mathrm {Aut} _{E}{F}\supseteq G\iff E\subseteq F^{G}.}Este exemplo, proveniente da teoria de Galois, é o que nomeia o conceito.[7]

## Propriedades

### Adjunção e limites
Dada adjunção {\displaystyle (F,G,\phi ):C\rightharpoonup D}, o adjunto direito {\displaystyle G} preserva os limites de cada {\displaystyle K:J\to D}. A demonstração se resume na sequência de isomorfismos naturais:
{\displaystyle \mathrm {Cone} (-,GK)\cong \mathrm {Cone} (F(-),K)\cong \hom _{D}(F(-),\lim K)\cong \hom _{D}(-,G(\lim K)).}
Dualmente, o adjunto esquerdo {\displaystyle F} preserva todos os colimites.

### Unicidade do functor adjunto
Dadas adjunções {\displaystyle (F,G,\phi ,\eta ,\epsilon ):C\rightharpoonup D} e {\displaystyle (F',G,\phi ',\eta ',\epsilon '):C\rightharpoonup D}, existe único isomorfismo natural {\displaystyle \theta :F{\dot {\cong }}F'} comutando com as unidades e as counidades:
{\displaystyle \eta '=G\theta \cdot \eta }, {\displaystyle \epsilon =\epsilon '\cdot \theta G}.

### Composição de adjunções
A composição de duas adjunções {\displaystyle (F,G,\eta ,\epsilon ):C\rightharpoonup D} e {\displaystyle (F',G',\eta ',\epsilon '):D\rightharpoonup E} é a adjunção:
{\displaystyle (F'F,GG',G\eta 'F\cdot \eta ,\epsilon '\cdot F'\epsilon G'):C\rightharpoonup E}.

### Transformações de adjunções
Dadas adjunções {\displaystyle (F,G,\phi ,\eta ,\epsilon ):C\rightharpoonup D} e {\displaystyle (F',G',\phi ',\eta ',\epsilon '):C'\rightharpoonup D'}, um mapeamento da primeira adjunção à segunda é uma dupla de functores {\displaystyle K:D\to D',L:C\to C'}, tal que:
- É diagrama comutativo: {\displaystyle {\begin{array}{r c r c r}D&{\xrightarrow {G}}&C&{\xrightarrow {F}}&D\\K\downarrow &&L\downarrow &&K\downarrow \\D'&{\xrightarrow {G'}}&C'&{\xrightarrow {F'}}&D'\end{array}}}
- Alguma das (logo cada uma das) três condições a seguir vale:
  - {\displaystyle L\eta =\eta 'L}.
  - {\displaystyle \epsilon 'K=K\epsilon }.
  - Para cada {\displaystyle c,d}, é diagrama comutativo: {\displaystyle {\begin{array}{c}\hom _{D}(F(c),d)&{\overset {\phi }{\cong }}&\hom _{C}(c,G(d))\\K\downarrow &&\downarrow L\\\hom _{D'}(K(F(c)),K(d))&&\hom _{C'}(L(c),L(G(d)))\\||&&||\\\hom _{D'}(F'(L(c)),K(d))&{\overset {\phi '}{\cong }}&\hom _{C'}(L(c),G'(K(d)))\end{array}}}

Dadas adjunções {\displaystyle (F,G,\phi ,\eta ,\epsilon )}, {\displaystyle (F',G',\phi ',\eta ',\epsilon '):C\rightharpoonup D} (entre as mesmas categorias), duas transformações naturais {\displaystyle \sigma :F{\dot {\to }}F'} e {\displaystyle \tau :G'{\dot {\to }}G} são ditas conjugadas (para as dadas adjunções), ou formam um morfismo entre as adjunções, quando alguma das (logo cada uma das) condições a seguir vale:
- Para cada {\displaystyle c,d}, é diagrama comutativo:{\displaystyle {\begin{array}{r c l}\hom _{C}(F'(c),d)&{\overset {\phi '}{\cong }}&\hom _{D}(c,G'(d))\\-\circ \sigma _{c}\downarrow &&\downarrow \tau _{d}\circ -\\\hom _{C}(F(c),d)&{\overset {\phi }{\cong }}&\hom _{D}(c,G(d))\end{array}}}
- {\displaystyle \tau } é igual à composta {\displaystyle G'{\xrightarrow {\eta G'}}GFG'{\xrightarrow {G\sigma G'}}GF'G'{\xrightarrow {G\epsilon '}}G}.
- {\displaystyle \sigma } é igual à composta {\displaystyle F{\xrightarrow {F\eta '}}FG'F'{\xrightarrow {F\tau F'}}FGF'{\xrightarrow {\epsilon F'}}F'}.
- {\displaystyle \epsilon \cdot F\tau =\epsilon '\cdot \sigma G'}.
- {\displaystyle G\sigma \cdot \eta =\tau F'\cdot \eta '}.

Dada transformação natural {\displaystyle \sigma :F{\dot {\to }}F'}, há exatamente uma transformação natural {\displaystyle \tau :G'{\dot {\to }}G} que é conjugada a {\displaystyle \sigma }. Similarmente, {\displaystyle \tau } determina unicamente {\displaystyle \sigma }.

### Adjunções de duas variáveis
Dado functor F : A × B → C, tal que, para cada a ∈ A, o functor F(a, –) : B → C tem adjunto direito Ga : C → B, existe único functor G : Aop × C → B tal que G(a, –) = Ga para cada a ∈ A e tal que os isomorfismos {\displaystyle \hom _{C}(F(a,b),c)\cong \hom _{B}(b,G(a,c))} são naturais nas três variáveis a, b, c; a tupla consistindo dos functores F, G e do isomorfismo natural é chamada adjunção com parâmetro a.
Adicionalmente, se, para cada b ∈ B, F(–, b) : A → C também tem adjunto direito, similarmente há isomorfismos naturais {\displaystyle \hom _{C}(F(a,b),c)\cong \hom _{B}(b,G(a,c))\cong \hom _{A}(a,H(b,c));}diz-se, assim, que há uma adjunção de duas variáveis (não "três variáveis").

### Adjuntos fiéis e plenos
Numa adjunção (F, G, φ, η, ε) : C ⇀ D:
- G é fiel se e só se cada εd é epimorfismo;
- G é pleno se e só se cada εd é seção;
- G é pleno e fiel se e só se cada εd é isomorfismo.

Com efeito, denotando-se por ρd, d' a composta {\displaystyle \hom _{D}(d,d'){\xrightarrow {G}}\hom _{C}(G(d),G(d'))\cong \hom _{D}(F(G(d)),d'),}que é o mapeamento f ↦ f ∘ εd, G é fiel (respectivamente pleno) se e só se cada ρd, d' é injetivo (respectivamente sobrejetivo), isto é, cada εd é epimorfismo (respectivamente seção).
Dualmente,
- F é fiel se e só se cada ηc é monomorfismo;
- F é pleno se e só se cada ηc é retração;
- F é pleno e fiel se e só se cada ηc é isomorfismo.[17]

Em particular, uma equivalência adjunta é precisamente uma adjunção entre functores plenos e fiéis.

### Subcategoria reflexiva
Uma subcategoria D de uma categoria C é dita reflexiva quando é subcategoria plena e a inclusão D → C admite adjunto esquerdo L : C → D, chamado refletor. (Alguns autores não exigem que a subcategoria seja plena.) Já que a inclusão é functor pleno e fiel, a counidade L(d) → d é isomorfismo (o refletor "fixa" cada objeto de D).
Como exemplo, a categoria dos espaços compactos de Hausdorff é subcategoria reflexiva da categoria dos espaços topológicos; o refletor leva cada espaço a sua compactificação de Stone–Čech.
Dualmente, uma subcategoria plena é correflexiva quando a inclusão tem adjunto direito. Por exemplo, a subcategoria plena dos grupos abelianos de torção (isto é, os grupos abelianos nos quais todo elemento tem ordem finita) é correflexiva na categoria dos grupos abelianos.
Nota de terminologia: Alguns autores trocaram os significados de "reflexiva" e "correflexiva".

### Mônade associada
Cada adjunção (F, G, η, ε) : C ⇀ D associa-se a uma mônade, de endofunctor G ∘ F : C → C, de unidade {\displaystyle \eta :1{\dot {\to }}GF} e de multiplicação {\displaystyle G\epsilon F:(GF)^{2}{\dot {\to }}GF}.

## Existência de adjuntos
O teorema do functor adjunto de Freyd diz que, dada {\displaystyle D} categoria pequeno-completa, na qual todos os conjuntos {\displaystyle \hom } são pequenos, e dada {\displaystyle C} categoria qualquer, um functor {\displaystyle G:D\to C} tem adjunto esquerdo se e só se é pequeno-contínuo e satisfaz:
Para cada {\displaystyle x\in C}, existe conjunto pequeno {\displaystyle I} e família de setas {\displaystyle \{f_{i}:x\to G(a_{i})\}_{i\in I}} tal que, para cada seta {\displaystyle h:x\to G(a)}, há {\displaystyle i\in I,t:a_{i}\to a} tais que {\displaystyle h=G(t)\circ f_{i}}.
O teorema especial do functor adjunto diz que, dada D categoria pequeno-completa e com conjuntos hom pequenos, e dada C categoria com conjuntos hom pequenos, tais que D tem família cosseparadora pequena e toda coleção de monomorfismos de mesmo contradomínio em D tem produto fibrado (isto é, toda coleção de subobjetos tem ínfimo), então cada functor G : D → C pequeno-contínuo e preservando os produtos fibrados de monomorfismos tem adjunto esquerdo.
Uma versão alternativa, de hipóteses mais restritivas, é: Dada D categoria pequeno-completa, com conjuntos hom pequenos, com cosseparador pequeno e tal que, para cada d ∈ D, a coleção de subobjetos de d pode ser indexada por um conjunto pequeno, e dada C categoria com conjuntos hom pequenos, um functor G : D → C tem adjunto esquerdo se e só se é pequeno-contínuo.
Os teoremas são consequências dos teoremas da existência de objeto inicial.
A seguir, exemplos de aplicações desses teoremas.
- Denota-se por {\displaystyle U:{\mathsf {Grp}}\to {\mathsf {Set}}} o functor "esquecidiço". Pode-se mostrar que U estritamente cria todos os limites pequenos, logo é pequeno-contínuo e {\displaystyle {\mathsf {Grp}}} é pequeno-completa. É claro que {\displaystyle {\mathsf {Grp}}} tem conjuntos hom pequenos. Seja X conjunto pequeno. Seja {Ai} família de representantes das classes de isomorfismo de grupos que podem ser gerados por no máximo card X elementos. As inclusões dos geradores {fi : X → U(Ai)} satisfazem a condição requerida. Segue que U tem adjunto esquerdo, e a existência de grupos livres.[19]
- Denota-se por {\displaystyle G:{\mathsf {CompHaus}}\to {\mathsf {Top}}} o functor de inclusão, da categoria dos espaços compactos de Hausdorff à categoria dos espaços topológicos. Pode-se mostrar que a categoria dos espaços compactos de Hausdorff é pequeno-completa (usa-se o teorema de Tychonoff para mostrar a existência de produtos), e claramente ambas têm conjuntos hom pequenos. O lema de Urysohn implica que { é cosseparador para {\displaystyle {\mathsf {CompHaus}}}. As outras hipóteses são facilmente verificadas. Segue que G tem adjunto esquerdo, chamado compactificação de Stone–Čech.[20]